# Bain-marie

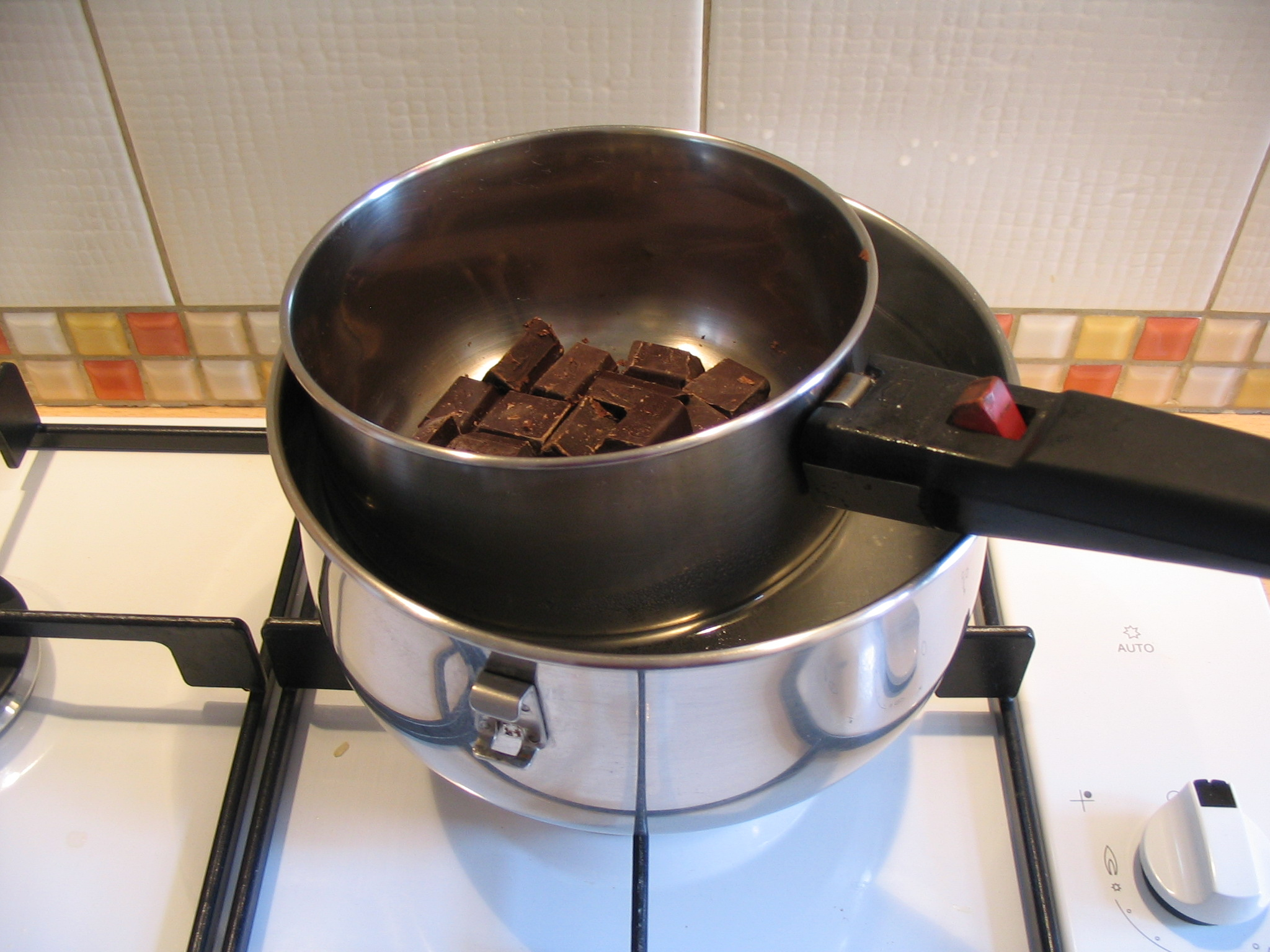
Bain-marie utilizată pentru a topi ciocolată.

În gastronomie, bain-marie reprezintă un lichid fierbinte folosit pentru a încălzi un recipient conținând felul de mâncare preparat. Câteodată termenul este folosit de asemenea pentru vasul ce conține acest lichid fierbinte. Această metodă de preparare prezintă avantajul de a evita un transfer de căldură prea brusc. Se evită astfel calcinarea preparatului. Lichidul folosit depinde de temperatura dorită ceea ce face ca uleiul să fie folosit pentru a atinge peste 100°C.
Dispozitivul este folosit de asemenea în chimie, în principal în chimia organică pentru sinteza substanțelor organice și în biologia moleculară.

## Istorie
Tehnica este descrisă pentru prima oară de către Albert cel Mare (1193-1280) dar nu pentru gastronomie ci pentru alchimie. De altfel numele însuși își trage originea din alchimie căci bain-marie (baia Mariei) face referire la Maria din Israel (sec. III î. Hr., Alexandria) care a inventat și alte ustensile pentru alchimie. Termenul bain-marie a intrat în vocabularul românesc prin filiera franceză, dar a fost folosit pentru prima oară în limba latină  Balneum Mariae la începutul secolului XIV, în manuscriptul Rosarium al lui Arnaud din Villeneuve (medic).

## Utilizare

### îngastronomie
Bain-marie este utilizată pentru prepararea anumitor alimente fragile dar și pentru menținerea lor la temperatura dorită.
Cele mai întâlnite întrebuințări : 
- topirea ciocolatei ;
- prepararea unor sosuri precum sosul olandez și sosul bearnez;
- prepararea anumitor prăjituri cu brânză;
- reîncălzirea laptelui matern.

### în biologie moleculară
Bain-marie este folosită în special pentru denaturarea substanțelor organice, de exemplu a ADN-ului. Câteodată este necesar ca reacția să se producă la o temperatură constantă ca digerarea enzimatică a ADN-ului la 37°C în care caz se folosește o baie termostatată.

### închimie
Chimiștii folosesc încălzirea la bain-marie pentru a evita distrugerea de molecule în contact cu peretele fierbinte al recipientului, chiar dacă agitația moleculelor permite omogenizarea temperaturii. De asemenea această tehnică permite măsurarea și reglarea temperaturii din mediul reacțional.